# Fabrice Puaud
Pour les articles homonymes, voir Puaud.
Fabrice Puaud est un athlète français, né le 27 février 1968 à Niort, adepte de la course d'ultrafond, vainqueur des 6 jours de France ainsi que de nombreuses courses de 24 heures. Il a été codétenteur du record de France de Backyard ultra.

## Biographie
Fabrice Puaud est adepte de la course d'ultrafond depuis 2008. Il est vainqueur des 6 jours de France en 2015, vice-champion de France des 24 heures en 2014 et champion de France des 24 heures dans sa catégorie d'âge (M3) en 2021. Il est également vainqueur d'une trentaine de courses d'ultrafond.
En avril 2023, lors de l'Infinity Trail d'Hossegor, il améliore le précédent record de France de Backyard ultra avec 60 tours.

## Records personnels
Résultats de Fabrice Puaud d'après les bases de données FFA et DUV :
- Semi-marathon : 1 h 22 min 41 s en 2009[4]
- Marathon : 2 h 57 min 47 s au Marathon de la Rochelle en 2008[4]
- 100 km route : 9 h 49 min 35 s aux 100 km de Vendée[2]
- 12 heures route : 131,405 km aux 24 h de Barcelone (12h split) en 2016[2]
- 24 heures route : 241,550 km aux 24h du Confluent en 2014[2]
- 6 jours route : 766,075 km aux 6 jours de France en 2015[2]
- Backyard ultra : 60 heures / 402 km à l'Infinity Trail d'Hossegor en 2023[3]